# Fourth Avenue/Ninth Street
Fourth Avenue/Ninth Street è una fermata della metropolitana di New York situata all'incrocio tra le linee IND Culver e BMT Fourth Avenue. Nel 2019 è stata utilizzata da 3 924 882 passeggeri. È servita dalle linee F, G ed R sempre, e dalle linee D e N solo di notte. Durante le ore di punta fermano occasionalmente anche alcune corse della linea W.

## Storia
La stazione sulla linea BMT Fourth Avenue fu aperta il 22 giugno 1915, mentre quella sulla linea IND Culver venne inaugurata il 7 ottobre 1933. Le due stazioni furono collegate tra di loro il 28 maggio 1959.

## Strutture e impianti
La stazione della linea IND Culver (denominata Fourth Avenue e usata dalle linee F e G) è posta su un viadotto e ha due banchine laterali e quattro binari, i due esterni per i treni locali e i due interni per quelli espressi. Il mezzanino, posizionato sotto il piano binari, ospita le scale per accedere alle banchine, i tornelli e tre scale per il piano stradale che portano a nord dell'incrocio tra Fourth Avenue e 10th Street.
La stazione della linea BMT Fourth Avenue (denominata Ninth Street e usata dalle linee D, N ed R) è sotterranea, ha due banchine laterali e quattro binari, i due esterni per i treni locali e i due interni per quelli espressi. È posta al di sotto di Fourth Avenue e non ha un mezzanino, ognuna delle due banchine ospita infatti un gruppo di tornelli con una scala per il piano stradale che porta a nord dell'incrocio con Ninth Street. All'estremità sud di ciascuna banchina si trova invece il collegamento con il mezzanino della stazione IND.

## Interscambi
La stazione è servita da alcune autolinee gestite da MTA Bus e NYCT Bus.
- Fermata autobus